# Saltatio Mortis
Saltatio Mortis (Danza de la muerte en latín) es una banda alemana de folk metal formada en el año 2000. La banda está reconocida como una de las más importantes de su género.

## Miembros
- Alea der Bescheidene (Voz, gaita, shawm) - (2000-presente)
- Bruder Frank (Bajo) - (2006-presente)
- El Silbador (Gaita, shawm) - (2006-presente)
- Falk Irmenfried von Hasen-Mümmelstein (Gaita, voz), (zanfona) - (2000-presente)
- Lasterbalk der Lästerliche (Batería, percusión, bombo) - (2000-presente)
- Till Promill (Guitarra) (2012 - presente)
- Jean Méchant (Batería, percusión) - (2009-presente)
- Luzi das L (Gaita, shawm) (2011 - presente)

Exmiembros
- Die Fackel (Bajo, gaita, shawm, mandola, arpa, teclado) - (2000-2006)
- Dominor der Filigrane (Guitarra eléctrica, gaita, guitarra acústica, shawm) - (2000-2006)
- Ungemach der Missgestimmte (Gaita, shawm, guitarra, percusión) - (2000-2006)
- Mik El Angelo (Guitarra, laúd) - (2006-2007)
- Thoron Trommelfeuer (Gaita, shawm, darbuka, percusión) - (2000-2009)
- Cordoban der Verspielte (Shawm, gaita, tin y low whistle, fidula y voz) - (2006-2009)
- Samoel (Arpa, guitarra) - (2007-2012)

## Discografía

### Álbumes de estudio
- 2001: Tavernakel
- 2002: Das zweite Gesicht
- 2003: Heptessenz
- 2004: Erwachen
- 2005: Des Königs Henker
- 2007: Aus der Asche
- 2009: Wer Wind sät
- 2011: Sturm aufs Paradies
- 2013: Das schwarze Einmaleins
- 2015: Zirkus Zeitgeist
- 2018: Brot und Spiele
- 2020:  Für immer Frei[2]
- 2024: Finsterwacht

### Álbumes en vivo
- 2005: Manufactum
- 2010: Manufactum II
- 2013: Manufactum III

### Sencillos
- 2003: Falsche Freunde
- 2005: Salz der Erde